# For All Tid
For All Tid ( "Por siempre" o "Por todos los tiempos" en idioma noruego) es el primer álbum de estudio del grupo de Black metal sinfónico noruego Dimmu Borgir, editado originalmente en 1995. 

## Detalles
Fue grabado y mezclado en Stovner Rockefabrikk, Oslo, entre agosto y diciembre de 1994, y publicado en 1995 por el pequeño sello No Colours Records, incluyendo nueve temas.
El disco fue reeditado con dos bonus tracks en 1997 por su nuevo sello discográfico Nuclear Blast.
La obra representada en la portada del álbum es un dibujo ligeramente modificado de Gustave Doré, que ilustraba una edición de "Idilios del Rey" de Tennyson.
El álbum se caracteriza por su producción deficiente, con un sonido black metal melódico más clásico y voces más claras; aunque en general más crudo en comparación con sus otros discos.

## Créditos
- Erkekjetter Silenoz – guitarra, voz principal
- Tjodalv – guitarra, batería en "Glittertind"
- Brynjard Tristan – bajo
- Shagrath – batería, voces (guitarra en "Glittertind")
- Stian Aarstad – sintetizador, piano, efectos
- Vicotnik – voces
- Aldrahn – voces
- Bård Norheim – mezcla

## Lista de canciones
| N.º | Título                                      | Duración |
| --- | ------------------------------------------- | -------- |
| 1   | Det nye riket                               | 5:04     |
| 2   | Under korpens vinger                        | 5:59     |
| 3   | Over bleknede blåner til dommedag           | 4:05     |
| 4   | Stien                                       | 2:00     |
| 5   | Glittertind                                 | 5:15     |
| 6   | For all tid                                 | 5:51     |
| 7   | Hunnerkongens sorgsvarte ferd over steppene | 3:04     |
| 8   | Raabjørn speiler draugheimens skodde        | 5:01     |
| 9   | Den gjemte sannhets hersker                 | 6:19     |
| 10  | Inn i evighetens mørke Pt.I (bonus track)   | 5:25     |
| 11  | Inn i evighetens mørke Pt.II (bonus track)  | 2:09     |

### Tracks adicionales de la edición japonesa
| N.º | Título                       | Duración |
| --- | ---------------------------- | -------- |
| 12  | Spellbound                   | 4:08     |
| 13  | Tormentor of Christian Souls | 5:39     |
| 14  | Master of Disharmony         | 6:05     |
| 15  | Metal Heart                  | 4:27     |

- Datos: Q1752979